# ويليام إرنست هوشكينغ
ويليام إرنست هوشكينغ (بالإنجليزية: William Ernest Hocking)‏ هو فيلسوف أمريكي، ولد في 10 أغسطس 1873 في كليفلاند في الولايات المتحدة، وتوفي في 12 يونيو 1966 في نيوهامبشير في الولايات المتحدة.

## وصلات خارجية
- ويليام إرنست هوشكينغ على موقع الموسوعة البريطانية (الإنجليزية)
- ويليام إرنست هوشكينغ على موقع إن إن دي بي (الإنجليزية)